# Конвалія (вірш)
«Конва́лія» — вірш Лесі Українки, вперше надрукований в журналі «Зоря» 1884 року.
Згодом передруковано у збірці «На крилах пісень» 1893 р. з деякими різночитаннями.